# Horacio Roca
Horacio Roca (Buenos Aires, Argentina, 18 de diciembre de 1954) es un actor de cine, televisión y teatro.

## Estudios realizados
Es Egresado de la Escuela Nacional de Arte Dramático. Además estudió con Roberto Durán, Ana Itelman, Augusto Fernández, Dominique De Fazzio y Juan Carlos Gené. Realizó cursos de dirección con Juan Carlos Gené y Rubén Szuchmacher.

## Trabajos realizados

### Cine
- 2017: Román. Dir.: Eduardo Meneghelli.
- 2012: Por un tiempo, Dir. Gustavo Garzón.
- 2008: Fantasmas en la noche, Dir. Santiago Oves.
- 2007: Tres minutos, Dir. Diego Lublinsky.
- 2005: Tatuado, Dir. Eduardo Raspo.
- 2004: Peligrosa obsesión, Dir. Raúl Rodríguez Peila.
- 2002: Tres pájaros, Dir. Carlos Jaureguialzo.
- 2001: Nocturno, Dir. Diego Varela.
- 1999: La venganza, Dir. Juan Carlos Desanzo.
- 1998: Doña Bárbara, Dir. Bety Kaplan.
- 1998: El juguete rabioso, Dir. Javier Torre.
- 1997: Cenizas del paraíso, Dir. Marcelo Piñeyro.
- 1996: Eva Perón, Dir. Juan Carlos Desanzo.
- 1995: Moebius, Dir. Alejandro Mosquera.
- 1975: La película, Dir. José María Paolantonio.

### Televisión
- 2023 "Diciembre 2001" (Serie - Start+)
- 2016 "La leona" , Telefe
- 2013 "Santos y pecadores-Lazos que duelen" (Canal 9)
- 2013 "Las huellas del secretario", Canal 7
- 2013 "Historias de corazón", Telefe
- 2009 "Dromo", América
- 2008 "Algo habrán hecho 3", Telefe
- 2008 "Don Juan y su bella dama", Telefe
- 2007 "Cara a Cara", Canal 7
- 2007 "Poesías, vida, pueblo", Canal Encuentro
- 2006 "Montecristo", Telefe
- 2005 "Un Cortado", Canal 7
- 2005 "Casados con hijos" , Telefe
- 2005 "Vientos de Agua", Pol-Ka
- 2005 "Mujeres Asesinas", Canal 13
- 2004 "Locas de amor", Canal 13
- 2003 "Abre tus ojos", Canal 13
- 2001 "Tiempo final", Telefe
- 2000 "Buenos vecinos", Telefe
- 1999 "Trillizos", Telefe
- 1999 "Por el nombre de Dios", Canal 13
- 1998 "Verdad Consecuencia", Canal 13
- 1997 "Amor sagrado", Telefe
- 1996 "De poeta y de loco", Canal 13
- 1995 "Nueve lunas", Canal 13
- 1994 "Alta comedia", Canal 9
- 1991/93 "Juana y sus hermanas", Canal 13
- 1991 "Grande Pá", Telefe
- 1987/88 "Hombres de ley", ATC
- 1986 "Ficciones", ATC

### Teatro
- "La vis cómica"  Dramaturgia y Dir.: Mauricio Kartun  2022/2023/2024
- "Tibio" Dramaturgia y Dir.: Mariano Saba - 2021/2022/2023
- "La habitación de Verónica"  de Ira Levin. Dir: Virginia Magnago - 2019
- "Edipo rey" de Sófocles. Dir.; Cristina Banegas - 2019
- "Madrijo" de Mariano Saba- (Director) - 2018
- "Sur y después" de Vicente Muleiro, dirección Hugo Urquijo - 2017
- "Relojero" de Armando Discépolo. Dir.; Analía Fedra García - 2017
- "TUÑÓN - esquinas y banderas" de Raúl González Tuñón. Dir.: Horacio Roca - 2015/2016
- "Sacco y Vanzetti" de Mauricio Kartun. Dir.: Mariano Dossena - 2014/2015
- "El conventillo de la Paloma" de Alberto Vaccarezza. Dir: Santiago Doria - 2013
- "Globo flotando contra el techo de un shopping" de Alberto Rojas Apel. Dir.: Román Podolsky –2012/2013
- "Greek" de Steven Berkoff. Dir.: Analía Fedra García - 2012/2013
- "Por amor a Lou" de Mario Diament. Dir.: Manuel Iedvabni- 2011
- "Agosto (Condado de Osage)" de Tracy Letts, Dir. Claudio Tolcachir - 2009/2010
- "Grande y pequeño" de Botho Strauss, Dir. Manuel Iedvabni - 2009
- "Camino del cielo" (Himmelweg)]]" de Juan Mayorga - Dir: Jorge Eines - 2007
- "Convivencia" de Oscar Viale, Dir. Rubén Stella - 2006
- "Las tres caras de Venus"  de Leopoldo Marechal. Dir.: Lorenzo Quinteros - 2005
- “Los desventurados” de F. Defilippis Novoa. Dir.: Luis Romero - 2004
- “Narcisa Garay, mujer para llorar”  de J.C.Ghiano. Dir.: Roberto Castro - 2004
- "Lo que pasó cuando Nora dejó a su marido" de E. Jelinek. Dir. Rubén Szchumacher
- "La granada" de Rodolfo Walsh. D ir.: Carlos Alvarenga
- "Stéfano" de Armando Discépolo. Dir. Juan Carlos Gené - 2002
- "El misántropo" de Molière. Dir. Jacques Lasalle
- "Hombre y superhombre" de Bernard Shaw. Dir. Norma Aleandro
- "Los pequeños burgueses" de Máximo Gorki. Dir. Laura Yusem
- "Galileo Galilei" de Bertolt Brecht. Dir. Rubén Szchumacher
- "El mercader de Venecia" de W. Shakespeare. Dir. Robert Sturua
- "Tenesy" de Jorge Leyes, Dir. Daniel Marcove
- "Las personas no razonables están en vías de extinción" de P. Handke. Dir. Roberto Villanueva
- "Martha Stutz" de Javier Daulte. Dir. Diego Kogan
- "En la soledad de los campos de algodón" de Bernard-Marie Koltés. Dir. Alfredo Alcón
- "Es necesario entender un poco" de Griselda Gambaro. Dir. Laura Yusem - 1995
- "Pantaleón y las visitadoras" de Vargas Llosa- Cernadas Lamadrid. Dir: Hugo Urquijo - 1994
- "Final de partida" de Samuel Beckett. Dir Alfredo Alcón
- "Penas sin importancia" de Griselda Gambaro. Dir. Laura Yusem
- "Peer Gynt" de Henrik Ibsen, Dir. Omar Grasso
- "Delirios de grandezas" de J. A. Saldías. Dir. Roberto Mosca - 1988
- "El burlador de Sevilla" de Tirso de Molina. Dir. Adolfo Marsillach
- "Acordate de la Francisca" de M. Lloberas Chevalier. Dir. Roberto Castro - 1987
- "Puesta en claro" de Griselda Gambaro. Dir. Alberto Ure
- "Pericones" de Mauricio Kartun. Dir. Jaime Kogan
- "Siempre la misma milonga" de Carlos Vitorello. Dir. Santángelo - 1985
- "Medida por medida" de W. Shakespeare. Dir. Laura Yusem
- "Sonata de espectros" de A. Strindberg. Dir. David Amitín
- "Primaveras" de Aida Bortnik. Dir. Beatriz Matar
- "Don Gil de las Calzas Verdes" de Tirso de Molina. Dir. Osvaldo Bonet
- "Las horas inútiles" de J. J. Cresto. Dir. Néstor Sabattini - 1983
- "Una historia que cuentan" de A. Planchart. Dir. Manuel Iedvabni (Teatro Abierto) -1982
- "Boda Blanca" de T. Rosewicz. Dir. Laure Yusem
- “El mono que descendió del homo” de Ada Mantini. Dir. Rafael Rodríguez - 1980
- "El inspector" de Gogol, Dir. Roberto Durán